# Тихон (Малинин)
Архиепископ Тихон (в миру Тимофей Степанович Ступишин-Малинин; 1745, Князь-Иваново, Калужская провинция — 14 ноября 1793) — епископ Русской православной церкви, архиепископ Астраханский и Ставропольский, член Святейшего Синода, гебраист.

## Биография
Родился в 1745 году в селе Князь-Иваново Калужской провинции, где отец его был диаконом.
В сентябре 1755 года поступил в Московскую духовную академию, по окончании курса которой в 1763 году назначен учителем низшего класса и исправляющим должность проповедника при той же академии, когда ещё был бельцом. 25 октября 1767 г. постригся в монахи и в том же году посвящён во иеродиакона и иеромонаха. В Московской академии оставался до сентября 1770 года, когда по указу Синода переведен вице-ректором в семинарию Сергиево-Троицкой лавры, но в октябре того же года возвращен в Московскую академию в должности префекта и преподавателя философии. Эту должность исправлял только год, так как в августе 1771 года был взят преосвященным Платоном в Тверскую епархию и определён префектом Тверской семинарии, а 22 октября того же года посвящён в архимандрита Тверского Отроча-Успенского монастыря.
В Тверской семинарии он преподавал философию и состоял также членом консистории. В начале 1774 года Тихон был назначен ректором той же семинарии и переведён из Отроча монастыря в калязинский Макариев-Троицкий монастырь.
21 июня 1775 года рукоположен в Москве в епископа Воронежского и Елецкого. За время управления Воронежской епархией он ввёл преподавание немецкого и французского языков в местной семинарии, а также и другие изменения в программе преподавания.
Тихон был хорошим проповедником и произносил обыкновенно свои проповеди и речи, не записывая их заранее. В бытность воронежским епископом он проповедовал при каждом всенародном совершении литургии.
6 мая 1788 года Тихон назначен был Тверским и Кашинским епископом и членом Святейшего Синода.
18 мая 1792 года переведён архиепископом в Астрахань.
Скончался 14 ноября 1793 года в Покровском монастыре. Похоронен в нижнем Успенском соборе.

## Сочинения
- Толкователь писания: толкование на первое соборное послание апостола Петра. — М., 1794.
- Слово в день возшествия на престол Императрицы Екатерины II. — 3-е изд. — СПб., 1791.
- Слово при погребении св. Тихона, епископа Воронежского (напеч. в собрании сочинений Тихона Задонского).
- [письма к митрополиту Платону] // Смирнов С. История славяно-греко-латинской академии. — М., 1855.